# Moghestān-e Akbar
Moghestān-e Akbar (persiska: مُغِستانِ اَكبَر, مُغِستان) är en ort i Iran.   Den ligger i provinsen Yazd, i den centrala delen av landet, 500 km sydost om huvudstaden Teheran. Moghestān-e Akbar ligger 1 145 meter över havet och antalet invånare är 145.
Terrängen runt Moghestān-e Akbar är varierad.Runt Moghestān-e Akbar är det mycket glesbefolkat, med 3 invånare per kvadratkilometer. Närmaste större samhälle är Sāghand, 9,6 km söder om Moghestān-e Akbar. Trakten runt Moghestān-e Akbar är ofruktbar med lite eller ingen växtlighet.